# Edi Luarasi
Edi Luarasi z d. Mirdita (ur. 7 maja 1940 w Tiranie, zm. 3 grudnia 2021) – albańska aktorka i piosenkarka estradowa.

## Życiorys
Była córką Ndoca Mirdity, pułkownika armii albańskiej i Çezariny z d. Laca. Jej talent wokalny ujawnił się, kiedy śpiewała w drużynie pionierskiej, skąd trafiła w 1954 na scenę wojskowego zespołu estradowego. Zadebiutowała na dużej scenie w 1956, mając zaledwie 16 lat i śpiewając piosenki w spektaklu Motrat Mirdita (Siostry Mirdita), razem z trzema siostrami.
Kształcenie umiejętności wokalnych rozpoczęła pod kierunkiem rosyjskich nauczycieli pracujących w Tiranie, ale jej plany wyjazdu do ZSRR na studia przekreśliło zerwanie stosunków albańsko-radzieckich w 1961 r. W roku 1963 ukończyła studia w szkole aktorskiej im. Aleksandra Moisiu i zaczęła grać równolegle na scenie Teatru Estrady w Tiranie i Teatru Ludowego (potem Narodowego). W Teatrze Ludowym jej debiutem była rola Very w dramacie Shtëpia në bulevard (Dom przy bulwarze), w reżyserii Kujtima Spahivogliu. W Teatrze Estrady poznała swojego przyszłego męża – reżysera Mihallaqa Luarasiego.
W latach 1971–1972 występowała jako konferansjerka wspólnie z Viktorem Zhystim i Bujarem Kapexhiu na X i XI Festiwalu Piosenki Albańskiego Radia i Telewizji.
Wzięła udział w Festiwalu Piosenki w 1973 r., na którym podjęto próbę odejścia od obowiązującego wzorca socrealizmu, co spotkało się z represjami. Jej mąż został za karę skierowany do cementowni w Gramshu na reedukację, a następnie uwięziony. Sama Edi w 1974 została zwolniona z pracy i pozbawiona możliwości wykonywania zawodu przez władze komunistyczne. Próbowała występować w teatrze amatorskim w Ballshu, ale lokalne władze nie wyraziły na to zgody. Przez 17 lat zarabiała na życie pracując jako krawcowa. Powróciła na scenę w marcu 1991, występując na deskach Teatru Narodowego (alb. Teatri Kombëtar) w dramacie „Wizyta starszej pani” Friedricha Dürrenmatta.
Wystąpiła w trzech filmach fabularnych. W 1992 otrzymała tytuł Zasłużonego Artysty (alb. Artist i Merituar).

## Życie prywatne
Była mężatką, miała dwoje dzieci (Lea i Elton).

## Filmografia
- 1965: Vitet e para jako Rina
- 1967: Ngadhjenim mbi vdekjen jako Aferdita
- 1970: Gjurma jako geolog